# David Kelly (żeglarz z Wysp Dziewiczych Stanów Zjednoczonych)
David Kelly (ur. 4 lutego 1955) – żeglarz sportowy z Wysp Dziewiczych Stanów Zjednoczonych. Olimpijczyk z Monachium w 1972.
Wystąpił w regatach w klasie Soling na igrzyskach olimpijskich w 1972. Zawody żeglarskie odbywały się w Kilonii. Załoga z Wysp Dziewiczych Stanów Zjednoczonych (oprócz Kelly’ego byli to Richard Holmberg i David Jones) zajęła 24. miejsce na 26 startujących. 